# It’s a Shame (My Sister)
Az It's a Shame (My Sister) című dal a brit Monie Love 1990-ben megjelent dala a Down to Earth című albumról. A kislemez Németországban 1990 végén, az Egyesült Királyságban és a többi európai országban 1991 elején jelent meg.
A dal eredetijét Stevie Wonder írta, és a The Spinners vitte slágerre. A dal Svájcban 21. hétig a 6. helyen tartózkodott, amerikában a 26. helyen végzett.

## Megjelenések
7 kislemez
1. It's a Shame (My Sister) – 3:43
2. It's a Shame (My Sister) (cool as mix) – 6:36

CD maxi
1. It's a Shame (My Sister) – 3:43
2. It's a Shame (My Sister) (ultimatum mix) – 5:29
3. It's a Shame (My Sister) (cool as... mix) – 6:36

12 maxi bakelit
1. It's a Shame (My Sister) (Monie dee mix) – 5:28
2. It's a Shame (My Sister) (ultimatum mix) – 5:29
3. It's a Shame (My Sister) (def reprise) – 2:30
4. It's a Shame (My Sister) (cool as... mix) – 6:35
5. It's a Shame (My Sister) (red zone mix) – 4:30
6. Race Against Reality – 3:03

Promóciós CD kislemez
1. It's a Shame (My Sister) (album version) – 3:43
2. It's a Shame (My Sister) (cool as mix / edit) – 3:34
3. It'a a Shame (My Sister) (cool as mix) – 6:35
4. It'a a Shame (My Sister) (ultimatum mix) – 5:29
5. It'a a Shame (My Sister) (hot shot mix) – 7:12

## Slágerlista-helyezések
| Slágerlista (1990/1991)              | Legmagasabb helyezés |
| ------------------------------------ | -------------------- |
| Osztrák kislemezlista                | 12                   |
| Holland Mega Top 100                 | 9                    |
| Francia SNEP kislemez lista          | 50                   |
| Német kislemezlista                  | 11                   |
| Svájci kislemezlista                 | 6                    |
| UK kislemezlista                     | 12                   |
| U.S. Billboard Hot 100               | 26                   |
| U.S. Billboard Hot Dance Club Play   | 2                    |
| U.S. Billboard Hot R&B/Hip Hop Songs | 8                    |